# Esta É a Nossa Pátria Amada

Wapen van Guinee-Bissau

Esta É a Nossa Pátria Amada is het volkslied van het Afrikaanse land Guinee-Bissau. Het werd geschreven door Amílcar Cabral en als volkslied ingesteld in 1974 bij de onafhankelijkheid van het land. Het was ook het volkslied van Kaapverdië tot 1996.

## Portugese tekst
Sol, suor e o verde e mar,
Séculos de dor e esperança:
Esta é a terra dos nossos avós!
Fruto das nossas mãos,
Da flor do nosso sangue:
Esta é a nossa pátria amada.
REFREIN
Viva a pátria gloriosa!
Floriu nos céus a bandeira da luta.
Avante, contra o jugo estrangeiro!
Nós vamos construir
Na pátria immortal
A paz e o progresso!
Nós vamos construir
Na pátria imortal
A paz e o progresso! paz e o progresso!
Ramos do mesmo tronco,
Olhos na mesma luz:
Esta é a força da nossa união!
Cantem o mar e a terra
A madrugada e o sol
Que a nossa luta fecundou.
REFREIN

## Vertaling in het Nederlands
Zon, zweet, groen en zee,
Eeuwen van moeite en hoop
Dit is het land van onze voorouders
Vrucht van onze handen,
Van de bloem van ons bloed,
Dit is ons geliefde vaderland.
REFREIN:
Leve ons glorierijke vaderland,
De banier van onze strijd
Heeft gewapperd in de lucht
Sta op tegen het vreemde juk,
Wij gaan opbouwen
In ons onsterfelijke vaderland,
Vrede en vooruitgang! Vrede en vooruitgang!
Takken aan dezelfde stam,
Ogen in hetzelfde licht,
Dit is de kracht van onze eenheid!
De zee en het land zingen,
De morgenstond en de zon,
Dat onze strijd vruchtbaar is geweest.
REFREIN
Onafhankelijke staten: Algerije · Angola · Benin · Botswana · Burkina Faso · Burundi · Centraal-Afrikaanse Republiek · Comoren · Congo-Brazzaville · Congo-Kinshasa · Djibouti · Egypte · Equatoriaal-Guinea · Eritrea · Ethiopië · Gabon · Gambia · Ghana · Guinee · Guinee-Bissau · Ivoorkust · Kaapverdië · Kameroen · Kenia · Lesotho · Liberia · Libië · Madagaskar · Malawi · Mali · Marokko · Mauritanië · Mauritius · Marokko · Mozambique · Namibië · Niger · Nigeria · Oeganda · Rwanda · Sao Tomé en Principe · Senegal · Seychellen · Sierra Leone · Somalië · Soedan · Swaziland · Tanzania · Tsjaad · Togo · Tunesië · Zambia · Zimbabwe · Zuid-Afrika · Zuid-Soedan
Niet algemeen erkende landen: Somaliland · Westelijke Sahara
Afhankelijke gebieden: Mayotte · Réunion (onofficieel) · Saint Helena, Ascension and Tristan da Cunha (onofficieel)